# Oda Dytrykówna
Oda Dytrykówna (ur. ok. 955, zm. 1023) – pierworodna córka Dytryka (Teodoryka), margrabiego Marchii Północnej z rodu Haldensleben, druga żona księcia Polski Mieszka I. 
Wychowywała się w klasztorze pod wezwaniem Świętego Wawrzyńca w Kalbe (Milde) nad rzeką Mildą. Możliwe jest, że założyła ten klasztor, ponieważ na początku XII w., biskup Reinhard z Halberstadt wystawił dokument potwierdzający uposażenie klasztoru Świętego Wawrzyńca, wspomniał w nim, że to miejsce modlitwy powstało za sprawą „szczęśliwej pamięci margrabianki Ody”. Między 978 a 980, prawdopodobnie w 979 lub 980, została żoną księcia polskiego Mieszka I. Według źródeł w wyniku zawarcia małżeństwa uwolniono jeńców wojennych. Nie określono natomiast, na skutek jakiej wojny ci jeńcy zostali wzięci do niewoli. Jeśli przyjąć 978 rok, to przypuszczalnie stało się to po wojnie domowej w Niemczech, którą Mieszko I wykorzystał, by poszerzyć swoje wpływy na Połabiu. W 978 roku Otton II pokonał Czechy i rozpoczął przygotowania do wyprawy włoskiej. Aby ustanowić pokój na wschodzie, musiał pozyskać Mieszka I. W tym celu mógł pójść na ustępstwa: pozwolić mu na rozpoczęcie polityki w kierunku odebrania Czechom Małopolski i Śląska oraz umocnienia wpływów Polski na Połabiu. Datę 980 przyjmuje się na podstawie jedynej wzmianki w Gesta episcoporum cameracensium o wyprawie Ottona II na Słowian w 979 roku. Mieszko I wyszedł zwycięską ręką z tego najazdu, co doprowadziło do ugody polsko-niemieckiej, przypieczętowanej małżeństwem Ody i księcia polskiego.
Małżeństwo spotkało się z potępieniem ze strony biskupa Hildiwarda i innych dostojników kościelnych. Związek Mieszka I z margrabianką przyniósł jednak liczne korzyści. Zwiększyła się liczba wyznawców chrześcijaństwa oraz uwolniono jeńców wojennych.
Wraz z mężem i dwoma synami, Mieszkiem i Lambertem, wystąpiła na dokumencie Dagome iudex, w którym Mieszko oddał swe państwo pod opiekę papiestwu. Po śmierci męża następcą Mieszka został pasierb margrabianki, Bolesław, zaś Oda objęła współrządy. Mimo poparcia ze strony Odylena i Przybywoja Oda została wraz z synami wygnana z kraju. Zdaniem części badaczy do wygnania Ody z kraju doszło w 995, prawdopodobnie jednak doszło do niego wcześniej. Po powrocie do Niemiec przebywała w jednym z klasztorów kwedlinburskich, gdzie zmarła w 1023, zgodnie z przekazem Roczników kwedlinburskich.

## Rodzina

### Małżeństwo i potomstwo
Z małżeństwa Ody i Mieszka pochodziło troje dzieci:
- Mieszko (ur. w okr. 978–984, zm. po 25 V 992), polski książę,
- Świętopełk (ur. w okr. 979–985, zm. przed 27 V 992 (?)), polski książę, według jednej z hipotez protoplasta książąt pomorskich,
- Lambert (ur. w okr. 981–986, zm. po 25 V 992 (1030?)), polski książę, biskup krakowski (?).

### Genealogia
| NN ur. ? zm. ? | NN ur. ? zm. ? |                      |                      | NN ur. ? zm. ? | NN ur. ? zm. ? |  |  | NN ur. ? zm. ? | NN ur. ? zm. ? |                |                | NN ur. ? zm. ? | NN ur. ? zm. ? |
|                |                |                      |                      |                |                |  |  |                |                |                |                |                |                |
|                |                |                      |                      |                |                |  |  |                |                |                |                |                |                |
|                |                | Dytryk ur. ? zm. 985 | Dytryk ur. ? zm. 985 |                |                |  |  |                |                | NN ur. ? zm. ? | NN ur. ? zm. ? |                |                |
|                |                |                      |                      |                |                |  |  |                |                |                |                |                |                |
|                |                |                      |                      |                |                |  |  |                |                |                |                |                |                |
|                |                |                      |                      |                |                |  |  |                |                |                |                |                |                |

|                                                    |                                                    | Mieszko I ur. w okr. 922–945 zm. 25 V 992 OO 978–980 | Mieszko I ur. w okr. 922–945 zm. 25 V 992 OO 978–980 | Oda Dytrykówna (ur. zap. ok. 955, zm. 1023) | Oda Dytrykówna (ur. zap. ok. 955, zm. 1023) |  |  |  |  |
|                                                    |                                                    |                                                      |                                                      |                                             |                                             |  |  |  |  |
|                                                    |                                                    |                                                      |                                                      |                                             |                                             |  |  |  |  |
|                                                    |                                                    |                                                      |                                                      |                                             |                                             |  |  |  |  |
| Lambert ur. w okr. 981–986 zm. po 25 V 992 (1030?) | Lambert ur. w okr. 981–986 zm. po 25 V 992 (1030?) | Świętopełk ur. w okr. 979–985 zm. przed 27 V 992 (?) | Świętopełk ur. w okr. 979–985 zm. przed 27 V 992 (?) | Mieszko ur. w okr. 978–984 zm. po 25 V 992  | Mieszko ur. w okr. 978–984 zm. po 25 V 992  |  |  |  |  |